# Бутел (община)
Община Бутел (мак. Општина Бутел) — община в Північній Македонії. Община є адміністративною одиницею-мікрорайоном столиці країни — Скоп'є, розташована на півночі Македонії, Скопський статистично-економічний регіон, з населенням 36 154 мешканців, які проживають на площі 60,79 км².